# Samuel Shelley

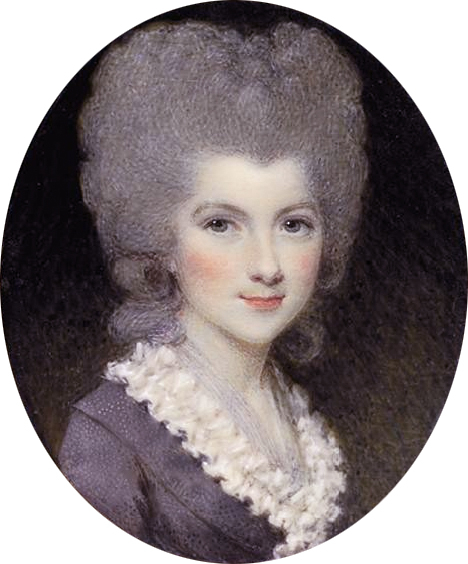
Samuel Shelley, Lavinia

Samuel Shelley (ur. ok. 1750/54/56 w Whitechapel, zm. 1808) – angielski twórca miniatur, ilustrator i akwarelista.
Urodził się w Whitechapel w Londynie. 21 marca 1774 roku wstąpił do Royal Academy Schools (w wieku 17 lat), gdzie uczył się pod nadzorem sir Joshuy Reynoldsa. W swojej karierze Shelley malował używając farb olejnych, ilustrował książki i wykonał kilka grafik na podstawie własnych prac, ale najbardziej pamiętany jest ze swoich miniaturowych portretów akwarelowych. W 1804 roku Shelley dołączył do W. F. Wellsa, Roberta Hillsa, W. H. Pyne’a i sześciu innych artystów, zakładając Royal Watercolour Society, którego był skarbnikiem do 1807 roku.
Samuel Shelley był w dużej mierze samoukiem. Był malarzem miniatur portretowych swoich czasów, razem z takimi twórcami jak Cosway, Smart i Crosse. Jego akwarele i miniaturki były wykonywane jako grafiki przez Bartolozziego, Williama Nuttera, Caroline Watson i innych.